# 帕特森 (密蘇里州)
帕特森（英語：Patterson）是位於美國密蘇里州韋恩縣的非建制地區。

## 歷史
帕特森的郵局自1851年營運至今。

## 地理
帕特森所處的海拔為高於海平面132米（即433英呎），而該地所採用的時區為UTC-6，即北美中部時區（CST）。同時該地設有夏令時間，為UTC-6調快一小時，即UTC-5（CDT）。